# Pierre Huyssens
Compléments
Huyssens est le grand maître du baroque religieux brabançon
Pierre Huyssens, né le 22 février 1577 à Bruges (Belgique) où il meurt le 6 juin 1637, est un frère jésuite, architecte de profession, reconnu comme le maître du Baroque dans les anciens Pays-Bas.

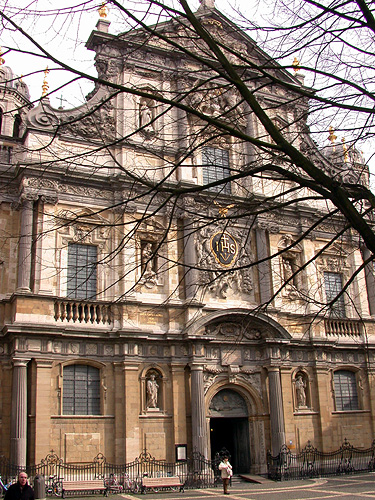
Le chef-d’œuvre de Pierre Huyssens: l'église Saint-Ignace devenue Saint-Charles-Borromée, à Anvers.

## Biographie
Pierre Huyssens était déjà maître maçon lorsqu'il entre dans la Compagnie de Jésus en 1597 (à Tournai). De maçon, il devient architecte en collaborant d'abord à la construction de l'église du collège de Maastricht (1606).
Appelé à Anvers en 1613, il y dessine les plans de l'église Saint-Ignace (aujourd'hui Saint-Charles-Borromée) sous la direction de François d'Aguilon. À la mort de ce dernier (1617) Pierre Huyssens en devient le maître d'œuvre et donne alors toute sa mesure comme (probablement) le meilleur architecte baroque des Pays-Bas de l'époque. Collaborant avec Pierre-Paul Rubens qui décore l'église Saint-Ignace de ses célèbres peintures, il fait de cette église un chef-d'œuvre. 
Après une année passée à Rome (1626-27) il revient en Belgique où il construit l'église Saint-François-Xavier (maintenant Sainte-Walburge) à Bruges. Ensuite ce sont les plans de l'église du collège de Namur (aujourd'hui Saint-Loup), un petit joyau du baroque belge. La construction en est terminée seulement en 1641.
En 1628, il dessine les plans de l'église de l'abbaye Saint-Pierre, à Gand. Dans la plupart des cas, la construction de tels édifices prenant de nombreuses années, le frère-architecte n'en voit pas l'achèvement.
En 1629, Pierre Huyssens entreprend la reconstruction du béguinage de Malines, tandis que Jacques Francart le jeune en réalise l’église.
Pierre Huyssens, le grand architecte jésuite du baroque religieux des Pays-Bas méridionaux, meurt à Bruges le 6 juin 1637.  